# Laguna Venețiană

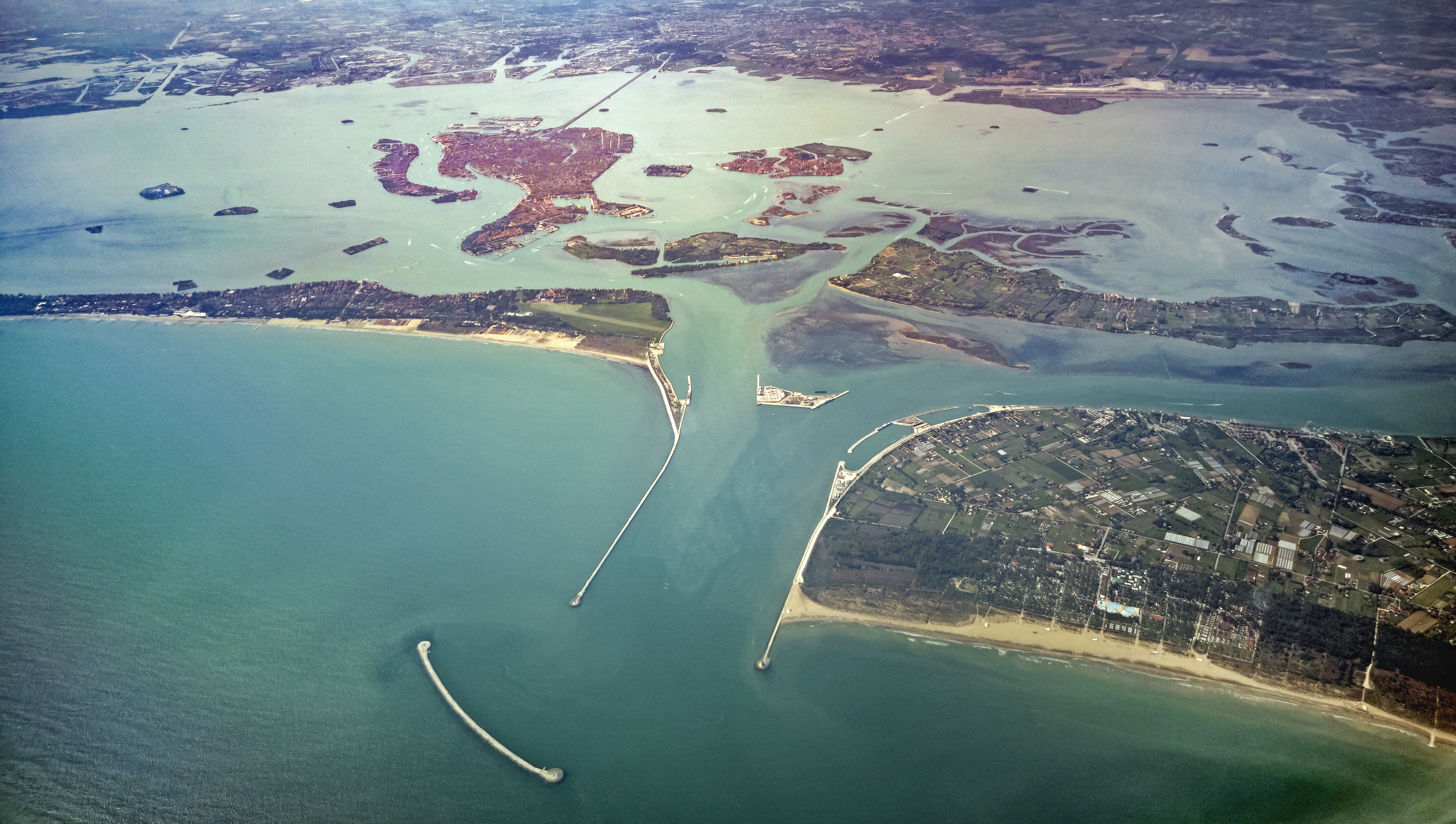
Vedere aeriană a Lagunei Venețiene, în care se observă multe insule, inclusiv Veneția, în centru spate, cu podul de pe continent

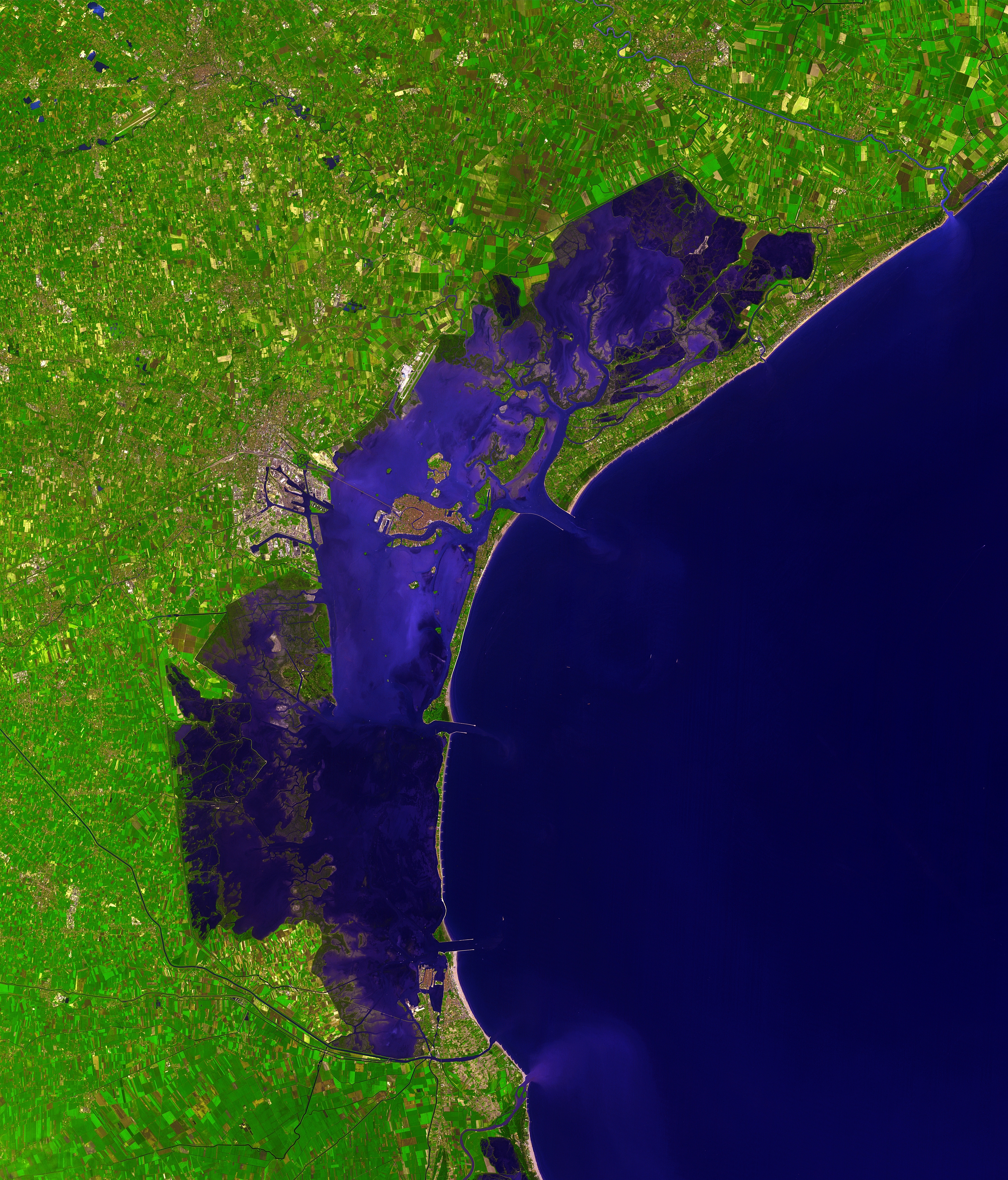
Laguna Venețiană

Laguna Venețiană este un golf închis al Mării Adriatice în care este situat orașul Veneția. Numele său în limbile italiană și venețiană, Laguna Veneta - înrudit cu latinescul Lacus, "lac" - a furnizat numele internațional de lagună pentru un golf cu apă sărată, închis și puțin adânc.

## Localizare
Laguna Venețiană se întinde de la râul Sile în partea de nord la râul Brenta în partea de sud, cu o suprafață de aproximativ 550 km2. Ea conține aproximativ 8% uscat, inclusiv Veneția și mai multe insule mai mici. Aproximativ 11% este acoperită permanent de apă sau canale, așa cum este denumită rețeaua de canale dragate, în timp ce aproximativ 80% este formată din terenuri noroioase și mlaștini sărate. Laguna este cea mai mare zonă umedă din Bazinul mediteranean.
Ea are trei ieșiri la Marea Adriatică și anume: Lido, Malamocco și Chioggia. Situată la capătul unui mări închise în mare măsură, laguna este supusă unor variații mari ale nivelului apei, la extrem fiind mareea de primăvară cunoscută sub numele de acqua alta (termenul italian pentru "apă mare"), care inundă periodic o mare parte din Veneția.
Laguna Marano-Grado din apropiere, cu o suprafață de aproximativ 160 km2, este laguna cea mai nordică din Marea Adriatică și este numită uneori "sora geamănă a Lagunei Venețiene".

## Evoluție
Laguna Venețiană este cel mai important supraviețuitor al unui sistem de lagune originare din estuarele care se întindeau în epoca romană de la Ravenna la Trieste. În secolul al VI-lea, Laguna a oferit siguranță poporului roman care se refugia din calea invadatorilor (mai ales huni). Mai târziu, ea a oferit condiții naturale pentru extinderea și dezvoltarea Republicii Venețiene și a imperiul său maritim. Ea constituie încă o bază pentru un port maritim, pentru Arsenalul Venețian și pentru pescuit, fiind de asemenea un spațiu limitat de vânătoare și pentru industria pisciculturii.

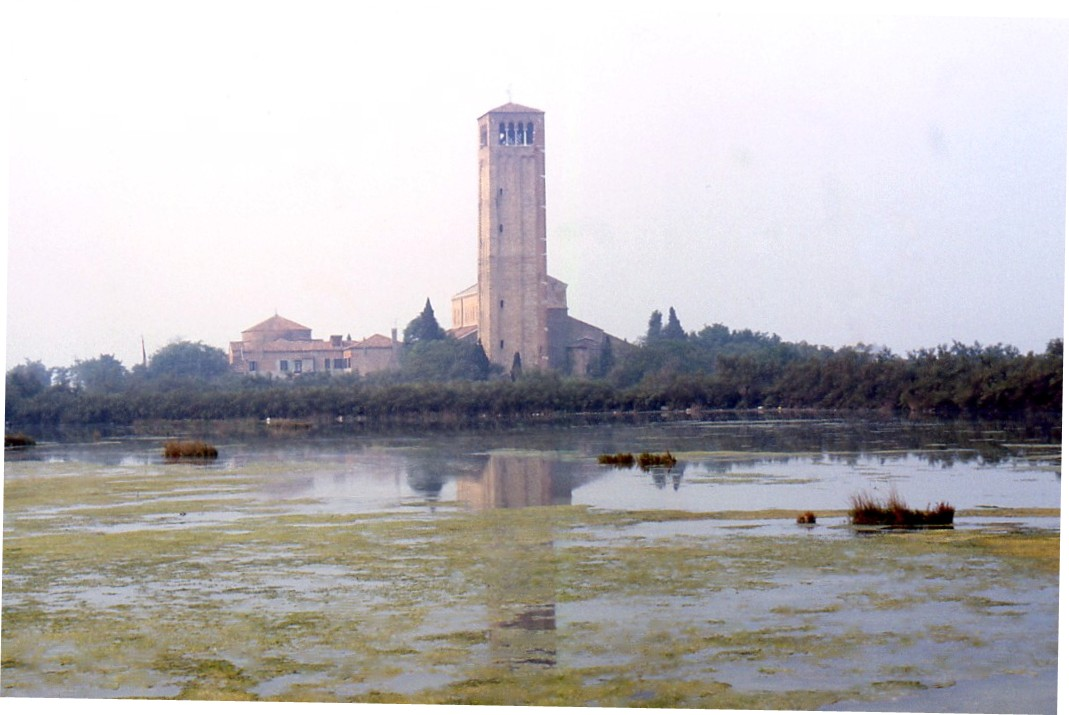
Insula Torcello văzută din lagună în timpul unei maree mici

Laguna s-a format cu aproximativ 6.000-7.000 de ani în urmă, când transgresiunea marină ce a urmat glaciațiunii a inundat câmpia de coastă a Adriaticei superioare. Depunerea de sedimente de râu a compensat câmpia de coastă care s-a scufundat, iar aluviunile depuse de-a lungul coastei la gura de vărsare a râului Pad a închis spațiul de admisie al mareelor cu bare de nisip.
Aspectul actual al lagunei se datorează intervenției umane. În secolele XV-XVI, proiectele hidraulice venețiene pentru a preveni transformarea lagunei într-o mlaștină au inversat evoluția naturală a lagunei. Depunerea de roci acvifere încă din secolul al XIX-lea a crescut surparea. Inițial multe dintre insule lagunei erau mlăștinoase, dar un program gradual de drenaj le-a făcut locuibile. Multe insule mici sunt artificiale, în timp ce unele zone din jurul portului Mestre sunt de asemenea insule recuperate din apă. Insulele rămase sunt, în esență, dune, inclusiv cele ale fâșiei de coastă (Lido, Pellestrina și Treporti).
Laguna Venețiană a fost locuită încă din cele mai vechi timpuri, dar abia în timpul și după căderea Imperiului Roman de Apus s-au stabilit aici mulți oameni, provenind de pe malurile provinciei Veneto, și au fondat orașul Veneția. Astăzi, principalele orașe din interiorul lagunei sunt Veneției (aflată în centrul ei) și Chioggia (la ieșirea de sud); Lido di Venezia și Pellestrina sunt locuite de asemenea, dar ele fac parte din Veneția. Cu toate acestea, cea mai mare parte a locuitorilor din Veneția, precum și centrul său economic, aeroportul și portul, se află la capătul vestic al lagunei, în jurul fostele orașe Mestre și Marghera. La capătul nordic al lagunei este orașul Jesolo, o stațiune maritimă renumită, și orașul Cavallino-Treporti.

## Organizare administrativă
Laguna Venețiană este inclusă în mare parte în provincia Veneția, dar zona de sud-vest face parte din provincia Padova.

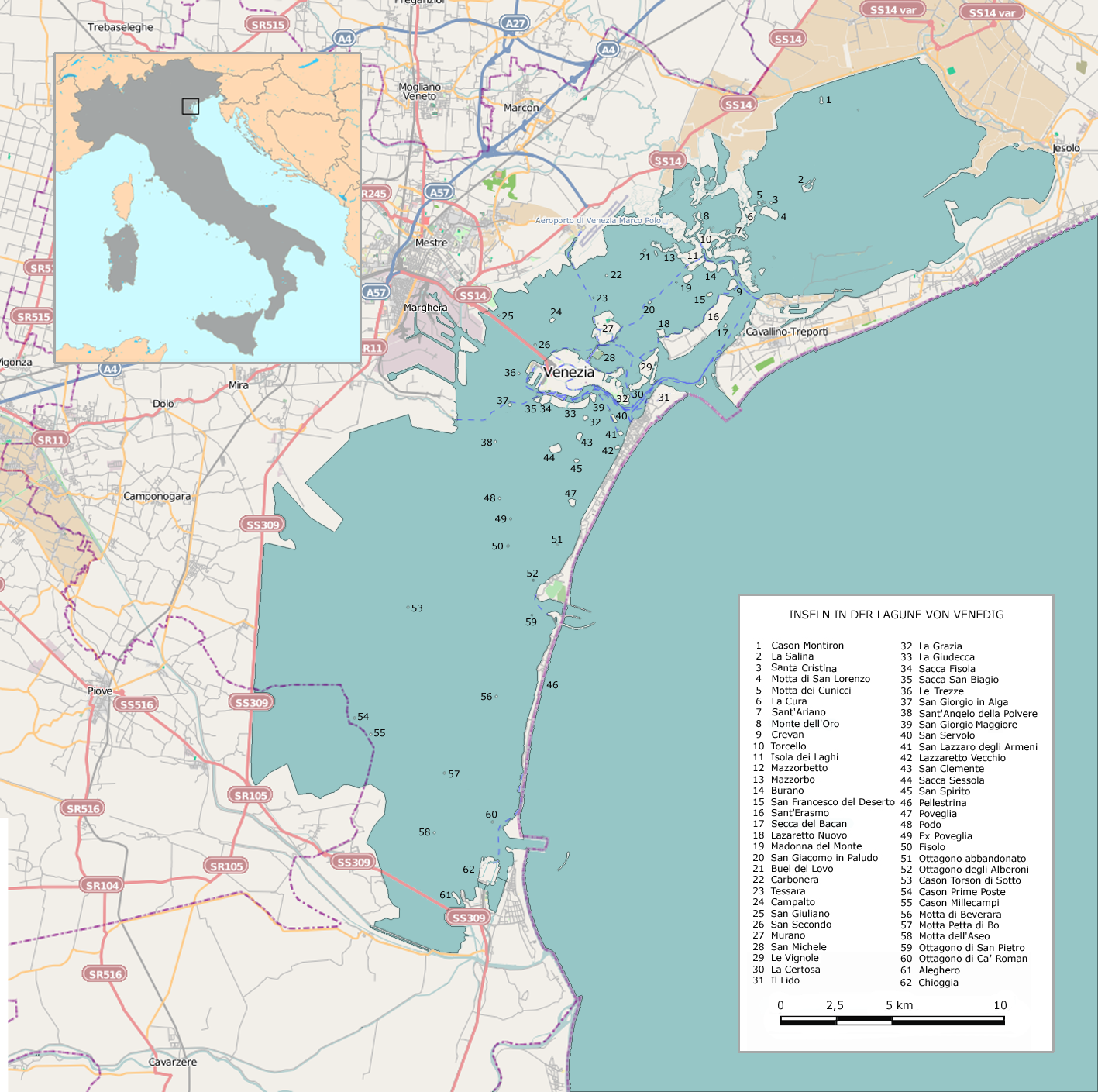
Insulele din Laguna Veneţiană

Cele mai mari insule sau arhipelaguri după suprafață, cu excepția terenului de coastă și a bancurilor de nisip sunt următoarele:
- Veneția - 5.17 km²
- Sant'Erasmo - 3.26 km²
- Murano - 1.17 km²
- Chioggia - 0.67 km²
- Giudecca - 0.59 km²
- Mazzorbo - 0.52 km²
- Torcello - 0.44 km²
- Sant'Elena - 0.34 km²
- La Certosa - 0.24 km²
- Burano - 0.21 km²
- Tronchetto - 0.18 km²
- Sacca Fisola - 0.18 km²
- San Michele - 0.16 km²
- Sacca Sessola 0.16 km²
- Santa Cristina - 0.13 km²

Alte insule locuite sunt:
- Cavallino
- Lazzaretto Nuovo
- Lazzaretto Vecchio
- Lido
- Pellestrina
- Poveglia
- San Clemente
- San Francesco del Deserto
- San Giorgio in Alga
- San Giorgio Maggiore
- San Lazzaro degli Armeni
- Santa Maria della Grazia
- San Pietro di Castello
- San Servolo
- Santo Spirito
- Sottomarina
- Vignole